# Moucle Blackout
Moucle Blackout, née Christiane Adrian-Engländer à Prague en 1935, est une artiste et réalisatrice de cinéma expérimental et d'avant-garde autrichienne.

## Biographie
En 1938, sa famille déménage à Salzbourg. Elle étudie la sculpture, le design, travail du métal à l'Université des arts appliqués de Vienne. À partir de 1967, elle se consacre au cinéma expérimental et à la photographie sous le nom de Moucle Blackout.
Elle réalise des photomontages et collages d'après des textes Marc Adrian (de). Elle travaille également avec le réalisateur Kurt Kren, le poète Hans Carl Artmann, Valie Export, Peter Weibel, Friederike Mayröcker, Linda Christanell, Maria Lassnig. Elle fait partie de la scène expérimentale des années 60 et 70 à Vienne, proche de l'actionnisme viennois.
Son premier film expérimental est Walk In, de 1969. Pour les films suivants, elle utilise des techniques de collage et d'animation. Son film Die Geburt der Venus (en français La Naissance de Vénus) de 1972 est un film expérimental kaléidoscopique conçu uniquement par des artistes femmes. Il aborde les fantasmes sexuels de manière radicale.
En 1977, elle est membre d'IntAkt – Internationale Aktionsgemeinschaft bildender Künstlerinnen. En 1982, elle est membre de la Coopérative des cinéastes autrichiens et en 1983 de la Réunion des auteurs de Graz.
En 2014, une exposition et une rétrospective de ses films lui sont consacrées, à Villach.

## Expositions
- 25 Jahre IntAkt. Thema: im Naturzustand, freecard Halle, Internationale Aktionsgemeinschaft bildender Künstlerinnen, 2002[6]
- Lange nicht gesehen. Begegnungen mit dem Museum auf Abruf, MUSA, 2007
- 35 Jahre Intakt, Internationale Aktionsgemeinschaft bildender Künstlerinnen, Werkstätten- und Kulturhaus, 2012
- Die siebziger Jahr,  Expansion der Wiener Kunst, MUSA, 2013
- Die 70er Jahre,  Expansion der Kunst, MUSA, 2013
- Der galaktische Nordpol liegt im Haar der Berenice, Galerie Freihausgasse, Freihausgasse, Villach, 2014
- Die achtziger Jahre in der Sammlung des MUSA, Destination Wien EXTENDED, MUSA, 2015
- Mobile Kunst im mobilen Markt, MUSA, 2018

## Réalisations
- Walk in, 1969
- Die Geburt der Venus, 1972
- Stoned Vienna, 1976-79
- Break, 1984-2004
- O.K., 1987
- Der galaktische Nordpol liegt im Haar der Berenice, 1990
- Neue Wege bricht neue Welt aus, 1996
- Loss, 1998